# ماریلن نوریکا
ماریلن نوریکا (انگلیسی: Maryellen Noreika؛ زادهٔ ۱۲ ژوئیهٔ ۱۹۶۶) سیاست‌مدار و وکیل‌ اهل ایالات متحده آمریکا است. او از دانش‌آموختگان دانشگاه کلمبیا اهل دلاویر است.